# فورد گالکسی
فورد گالکسی (Ford Galaxy) خودرویی است که از سال ۱۹۹۵–کنون تولید شده‌است. طراحی آن موتور جلو، خودرو محور جلو بوده است.
تاکنون سه نسل از این خودرو تولید شده است که همچنان ادامه دارد.
برای ساخت فورد اس-مکس نیز از این خودرو الهام گرفته‌اند.